# Johan Christian Fabricius
Johan Christian Fabricius (ur. 7 stycznia 1745 w Tønder w Jutlandii Południowej, zm. 3 marca 1808 w Kilonii) – duński entomolog-myrmekolog, arachnolog i ekonomista.

## Życiorys
Po ukończeniu gimnazjum w Altonie w roku 1762 rozpoczął studia na Uniwersytecie Kopenhaskim. W tym samym roku udał się do Uppsali, gdzie przez następne dwa lata był uczniem Linneusza, którego badania w dziedzinie entomologii znacznie rozwinął.
Fabricius zajmował się przede wszystkim stawonogami. Opisał wiele pająków, między innymi czarną wdowę (Latrodectus mactans). Wiele prac poświęcił nazewnictwu i klasyfikacji owadów, nazywając i opisując ok. 10 000 gatunków. Wyprzedzał rozwój nauki, wierząc w ewolucję gatunków dokonującą się w wyniku ich krzyżowania i konieczności adaptacji środowiskowej.
Od roku 1775 był profesorem historii naturalnej, ekonomii i finansów na Uniwersytecie w Kilonii.

## Publikacje
- Genera Insectorum (1776)
- Species Insectorum (1781)
- Mantissa Insectorum (1787)
- Entomologicae Systematica I-IV (1792-1794)
- Supplementum Entomologiae Systematicae (1798)